# Vibeke Stene
Vibeke Stene (17 agosto 1978) è una cantante norvegese, ex membro del gruppo musicale gothic metal norvegese Tristania.

## Carriera
Ha iniziato a prendere lezioni di canto classico all'età di tredici anni; non molto tempo dopo conobbe i futuri membri della sua band. È entrata a far parte del gruppo appena prima di cominciare a registrare la demo di debutto, l'EP Tristania. Inizialmente sembrava che il suo ruolo dovesse essere solamente quello di voce aggiunta ma, dopo qualche mese, diventò una componente stabile della formazione.
La voce di Vibeke è ampiamente conosciuta tra i fan del gothic metal, in particolare in Europa, soprattutto per la sua qualità e peculiarità. Da un punto di vista tecnico, la cantante norvegese si colloca su un registro di mezzosoprano.
Il 27 febbraio 2007, subito dopo l'incisione dell'album Illumination, la Stene ha ufficialmente lasciato i Tristania per motivi personali. Già nel 2006 comunque aveva iniziato a ridurre il tempo dedicato alla sua attività all'interno della band per poter terminare gli studi di canto e conseguire il brevetto di insegnante.
Vibeke ha collaborato anche con i Green Carnation in Journey to the End of the Night (2000) e con i Samael nella realizzazione del brano Suspended Time, dall'album Solar Soul (2007).
Nel luglio del 2011 riappare cantando nel brano Queen of Broken Hearts dei Plutho, contenuto nell'album Bob you don't wanna go there del 2011, brano che era però stato registrato nel 1999.

## Il ritorno
All'inizio di giugno 2013 annuncia di stare preparando un album e di una sua collaborazione nella band God of Atheists. 
Ciò si concretizza nel 2020, quando, all'inizio di Luglio annuncia la creazione di un nuovo gruppo doom metal chiamato Veil of Secrets e l'uscita dell'album intitolato Dead Poetry per l'autunno dello stesso anno. Uscirà infatti il 30 novembre 2020, preceduto dal singolo The last attempt uscito il 13 novembre 2020.

## Discografia

### Album in studio
- 1998 - Widow's Weeds
- 1999 - Beyond the Veil
- 2001 - World of Glass
- 2005 - Ashes
- 2007 - Illumination

### Raccolte
- 2000 - Midwintertears/Angina

### Singoli ed EP
- 1997 - Tristania
- 2000 - Angina
- 2007 - Sanguine Sky

### Con i Veil of Secrets
- 2020 - Dead Poetry

### Collaborazioni con altri artisti
- Canta nei brani My Dark Reflections Of Life And Death (come voce principale) e Under Eternal Stars (come corista) dell'album Journey To The End Of The Night dei Green Carnation
- Canta nel brano Suspended Time dei Samael, dall'album Solar Soul
- Canta nel brano Queen of Broken Hearts dei Plutho, nell'album Bob you don't wanna go there del 2011